# Тупіков Георгій Миколайович
Гео́ргій Микола́йович Ту́піков (10 квітня 1907 — 17 листопада 1961) — радянський військовий діяч, командувач 43-ю ракетною армією РВСП, генерал-полковник авіації (1958). Депутат Верховної Ради УРСР 3-го і 5-го скликань.

## Біографія
Народився 10 квітня 1907 року в місті П'ятигорську Ставропольського краю. У 1918 році закінчив 3 класи церковно-приходської школи, у 1925 році — сільськогосподарську школу.

### Довоєнна служба
У вересні 1926 року призваний до РСЧА. У 1927 році закінчив Ленінградську військову теоретичну школу льотчиків, а у 1928 році — Борисоглєбську військову авіаційну школу льотчиків. Після закінчення школи залишився в ній інструктором.
З 1933 року проходив військову службу в частинах ВПС Північно-Кавказького ВО.
У 1936 році закінчив Ліпецьку вищу льотно-тактичну школу.

### Громадянська війна в Іспанії
У жовтні 1936 року відбув до Іспанії, де був призначений командиром авіаційного загону штурмовиків Р-5ССС.
4 грудня 1936 року був збитий в повітряному бою, потрапив у полон. Знаходився у в'язниці міста Саламанка.
15 червня 1937 року радянських льотчиків Тупікова і Шукаєва поблизу містечка Ірун було обміняно на трьох німецьких льотчиків, збитих на півночі Іспанії.
Після повернення до СРСР, нагороджений орденом Червоного Прапора.

### Друга світова війна
У січні-березні 1940 року як командир 6-го далекобомбардувального авіаційного полку брав участь в радянсько-фінській війні.
Учасник німецько-радянської війни. З серпня 1941 по березень 1942 року — командир 22-ї авіаційної дивізії далекої дії.
З березня 1942 по травень 1943 року — командир 62-ї авіаційної дивізії далекої дії.
25 березня 1943 року Г. М. Тупікову присвоєно військове звання «генерал-майор авіації». 13 березня 1944 року присвоєно військове звання «генерал-лейтенант авіації».
З березня 1944 року — командир 6-го авіаційного корпусу ДД.

### Повоєнні роки
По закінченню війни продовжує командувати 6-м авіаційним корпусом.
У 1949–1950 роках — заступник командувача 43-ю повітряною армією АДД.
З вересня 1950 по лютий 1951 року — командувач 43-ю повітряною армією АДД, з лютого по жовтень 1951 року — командуючий 65-ю повітряною армією АДД.
У 1951–1953 роках — 1-й заступник, у 1953–1956 роках — заступник командувача авіацією далекої дії зі стратегічної авіації.
У 1955 році закінчив Академію Генштабу.
З травня 1956 командував 43-ю повітряною армією АДД (м. Вінниця), на базі якої у 1960 році створено 43-ю ракетну армію.
Помер 17 листопада 1961 року внаслідок ускладнень після операції. Похований на Новодівочому цвинтарі Москви.

## Нагороди
- Два ордени Леніна.
- Чотири ордени Червоного Прапора.
- Орден Кутузова 1-го ступеня.
- Два ордени Суворова 2-го ступеня.
- Орден Червоної Зірки.
- Медалі.
- Орден Червоного Прапора (Угорщина).